# 基揚卡 (巴拉希市鎮)
50°39′36″N 28°5′23″E / 50.66000°N 28.08972°E
基揚卡（烏克蘭語：Киянка），是烏克蘭北部的村莊，隸屬日托米爾州茲維亞赫爾區的巴拉希市鎮。該村面積2.7平方公里，海拔高度213米，2001年人口422，人口密度每平方公里156.18人。